# Misunderstood
"Misunderstood" är en sång från 1993 av det amerikanska hårdrock / glam metalbandet Mötley Crüe. Texten skrevs av sångaren/gitarristen John Corabi och basisten Nikki Sixx, musiken av Corabi, Sixx, trummisen Tommy Lee och gitarristen Mick Mars. Den finns med på albumet Mötley Crüe, och gavs 1994 också ut som maxisingel.
Maxisingeln innehåller, förutom huvudspåret, även en remix av sången "Hoologan's Holiday (Extended Holiday Version)", den dittills outgivna sången "Hypnotized" samt albumversionen av "Hooligan's Holiday". "Hypnotized" togs sedan med på Crücial Crüeutgåvan av albumet 2003.
En musikvideo gjordes för att promota singeln. Den regisserades av Brian Lockwood. Videon, som visar dels bandet spelandes framför ett gammalt hus, dels personerna som nämns i texten, visades första gången i maj 2004. MTV vägrade att visa den eftersom det fanns en referens till självmord i texten, samt att det i en scen ligger en pistol på ett bord.

## Bakgrund
"Misunderstood" var en av de första sångerna gruppen skrev med Corabi som medlem. De arbetade fram den akustiska delen under en av deras första repetitioner tillsammans. 
Texten handlar om några människors liv, som inser faktum att de har försummat sina liv.

## Låtlista
1. "Misunderstood" - (6:53)
2. "Hooligan's Holiday (Extended Holiday Version)" - (11:06)
3. "Hypnotized" - (5:29)
4. "Hooligan's Holiday (LP Version)" - (5:40)